# Gryon goliath
Gryon goliath är en stekelart som beskrevs av Lubomir Masner 1979. Gryon goliath ingår i släktet Gryon och familjen Scelionidae. Inga underarter finns listade i Catalogue of Life.